# Alois I van Liechtenstein
Aloys Jozef Johan Nepomuk Melchior (Wenen, 14 mei 1759 - aldaar, 24 maart 1805) was vorst van Liechtenstein van 1781 tot 1805. Hij was de derde zoon van vorst Frans Jozef I en gravin Maria Leopoldine van Sternberg. Hij had twee oudere broers die al jong overleden.
Vanaf zijn tienerjaren hield hij zich al bezig met het bestuur en de vooruitgang in zijn landen. Daarnaast stond hij bekend om zijn vorstelijke allures en zijn grote bibliotheek, die hij onder andere uitbreidde door hele collecties op te kopen. Zo liet hij in Wenen een nieuw paleis aan de Herrengasse in Wenen bouwen door architect Joseph Hardtmuth.
Op 16 november 1783 huwde de vorst te Feldsberg met gravin Caroline van Manderscheid (1768 - 1831), dochter van graaf Johan Willem van Manderscheid-Blankenheim. Dit huwelijk bleef kinderloos, zodat hij werd opgevolgd door zijn jongere broer Johannes I.
Karel I · Karel Eusebius · Hans Adam I · Jozef Wenceslaus · Anton Florian · Jozef Johan Adam · Jozef Wenceslaus · Johan Nepomuk Karel · Jozef Wenceslaus · Frans Jozef I · Alois I · Johannes I Jozef · Alois II · Johannes II · Frans I · Frans Jozef II · Hans Adam II